# Paul Gévaudan
Paul Gévaudan est un joueur et un entraîneur français de football, né le 12 août 1921 et mort le 3 décembre 1998. Il évolue au poste d'attaquant durant les années 1940, et joue notamment au RC Lens et au Nîmes Olympique.
Devenu entraîneur, il est le premier sélectionneur de la Côte d'Ivoire indépendante en 1960. En 1968, il redevient sélectionneur des Ivoiriens et termine troisième de la Coupe d'Afrique des nations.

## Biographie
Paul Gévaudan naît le 12 août 1921. Il évolue lors de la saison 1943-1944 avec l'Équipe fédérale Clermont-Auvergne puis la saison suivante avec le Stade clermontois en Division 2. Il rejoint en 1946 le RC Lens en Division 1 mais ne reste que six mois au club. Il rejoint en janvier 1947 le SR Colmar en Division 2 où il reste jusqu'à la fin de la saison.
En juillet 1947, il s'engage avec l'AC Avignon. Il signe au Nîmes Olympique, autre club de Division 2 en janvier 1948. Il met un terme à sa carrière professionnelle à la fin de la saison suivante.
Il reste ensuite dans l'encadrement du Nîmes Olympique. De retour de la Coupe du monde de football 1954 en compagnie de Kader Firoud, il est victime d'un accident de la route alors qu'il est au volant. Kader Firoud est gravement blessé à la jambe et doit renoncer à sa carrière de footballeur.
Après avoir été entraîneur de l'ES Sétif où il découvre Salah Djebaïli, Paul Gévaudan devient, en 1960, le premier sélectionneur de la Côte d'Ivoire indépendante et en 1968, il emmène les « éléphants » à la troisième place de la Coupe d'Afrique des nations.

## Palmarès
- Troisième de la Coupe d'Afrique des nations de football 1968 avec la Côte d'Ivoire.